# W Vulpeculae
W Vulpeculae är en halvregelbunden variabel av SRB-typ i stjärnbilden Räven. 
Stjärnan varierar mellan fotografisk magnitud +10,2 och 11,8 med en period av 234,52 dygn.